# 1 (فلم)
1 هو فيلم من نوع وثائقي ورياضة ‏ أُصدر في 19 سبتمبر 2013. الفيلم من توزيع اكسكلوزف ميديا ‏، وهو من إخراج باول كرودر.

## القصة
قصة الفيلم الرئيسية حول سباق السيارات.
. يتناول الفيلم رحلة مجموعة من السائقين وفرق السباقات في رحلتهم للمشاركة في سلسلة من سباقات السيارات الشهيرة.
يتم تسليط الضوء على تحديات هؤلاء السائقين وتفانيهم في تحقيق النجاح في هذا المجال المثير. يتناول الفيلم الأدرينالين والشغف الذي يحيط بسباقات السيارات والتحديات التي يواجهها السائقون على المسار. يتم استعراض المهارات القيادية والتكتيكية والمخاطر التي يتعين على السائقين تحملها للوصول إلى النجاح في عالم سباقات السيارات.
يمكن للفيلم أن يستعرض أيضًا الجوانب الفنية للسباقات مثل تطور التكنولوجيا في مجال السيارات والتحضيرات اللازمة قبل كل سباق وتأثير الضغط النفسي على السائقين وفرق الصيانة وغيرها من العوامل المرتبطة بعالم سباقات السيارات.
يركز الفيلم على قصص النجاح والتحديات التي يواجهها السائقون في رحلتهم نحو الفوز والتفوق في عالم سباقات السيارات، مما يوفر نظرة شاملة عن هذه الرياضة المثيرة

## طاقم التمثيل
- مايكل فاسبندر
- مايكل شوماخر

## وصلات خارجية
- 1 على موقع IMDb (الإنجليزية)
- 1 على موقع روتن توميتوز (الإنجليزية)
- 1 على موقع ألو سيني (الفرنسية)
- 1 على موقع أول موفي (الإنجليزية)
- 1 على موقع فيلمافينيتي (الإسبانية)
- 1 على موقع قاعدة بيانات الأفلام السويدية (السويدية)
- 1 على موقع قاعدة بيانات الفيلم (الإنجليزية)
- 1 على موقع ليتربوكسد (الإنجليزية)
- 1 على موقع كينوبويسك (الروسية)